# SOM (empresa)
SOM, anteriormente chamada de Skidmore, Owings & Merrill LLP, é uma empresa de engenharia e arquitetura estadunidense. Foi formada em Chicago em 1936 por Louis Skidmore e Nathaniel A. Owings; em 1939, a eles se juntou John O. Merrill. Eles abriram a primeira filial em Nova Iorque em 1937. SOM é uma das maiores empresas de engenharia e arquitetura dos Estados Unidos. Especializada na construção de edifícios comerciais, SOM liderou o amplo uso do moderno arranha-céu “caixa-de-vidro”. Alguns críticos apelidaram a empresa como "The Three Blind Mies" (“Os Três Mies Cegos” em inglês), citando a similaridade de muitas de suas construções aos trabalhos de Ludwig Mies van der Rohe[carece de fontes?].
Seus mais famosos arquitetos foram: Gordon Bunshaft, Myron Goldsmith, Bruce Graham, Fazlur Khan, Walter Netsch e David Childs. A companhia reivindica ter completado 10.000 projetos e mantém escritórios em Chicago, Nova Iorque, São Francisco, Washington, D.C., Los Angeles, Londres, Hong Kong e Xangai.

## Edifícios Notáveis

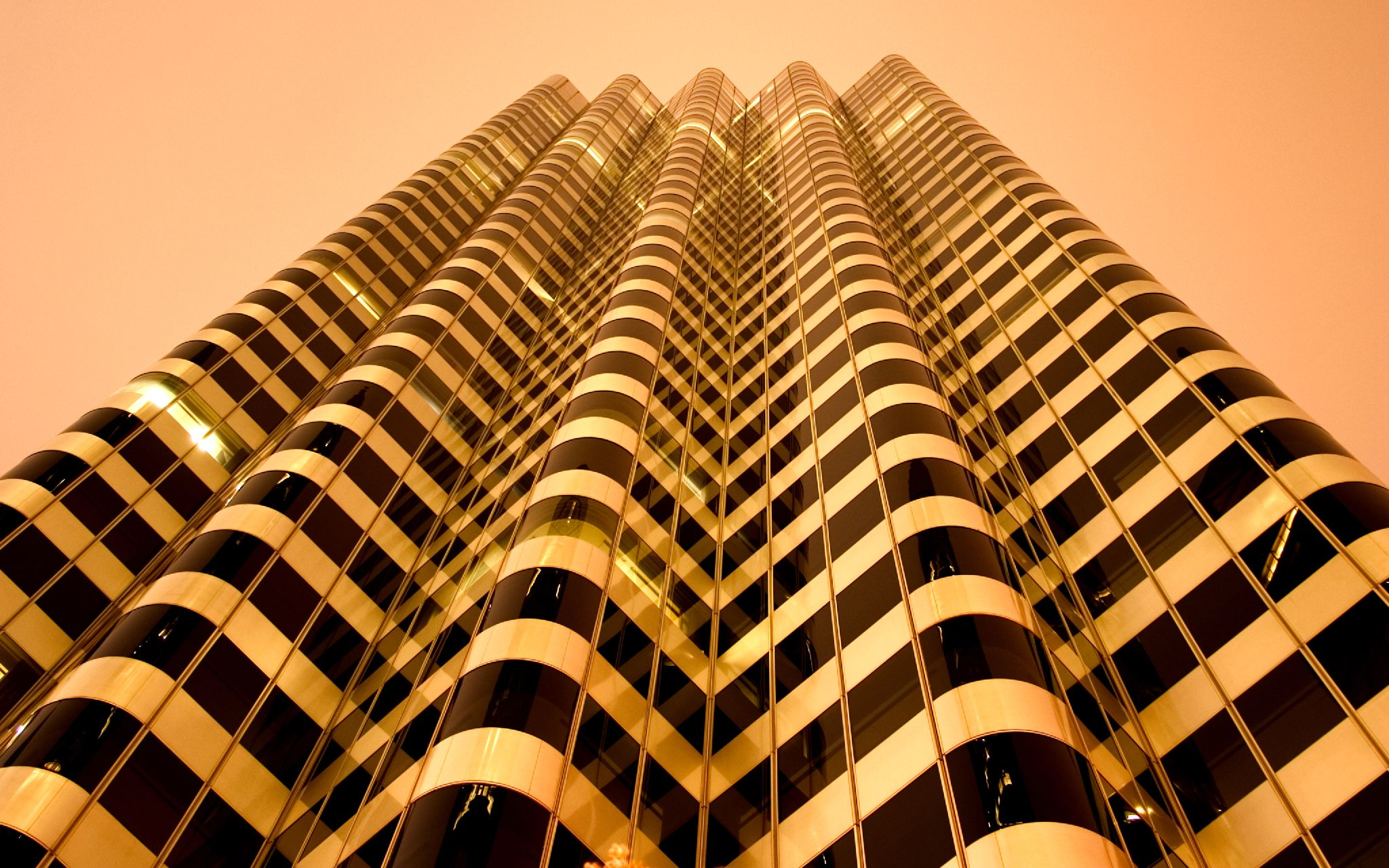
Shaklee Terraços, San Francisco, desenhado em 1982 com fachada de alumínio e cantos arredondados

- Shaklee Terraços, San Francisco, desenhado em 1982 com fachada de alumínio e cantos arredondados Edifícios individuais e o plano da cidade para Oak Ridge, Tennessee, 1942
- Lever House, New York City, Nova Iorque 1952
- United States Air Force Academy, Colorado Springs, Colorado, 1958
- Tour Telus (CIL House), Montreal, Quebec, 1962
- Beinecke Rare Book and Manuscript Library, Yale University, New Haven, Connecticut, 1963
- University of Illinois at Chicago's "Circle Campus", 1965
- Louis Jefferson Long Library em Wells College, 1968
- Bank of America Center, São Francisco, Califórnia, 1969
- John Hancock Center, Chicago, Illinois, 1969
- Sede da Weyerhaeuser, Tacoma, Washington, 1971
- Haj Terminal, Jeddah, Arábia Saudita, 1972
- Sears Tower, Chicago, Illinois, 1973
- Carlton Centre, Joanesburgo,África do Sul, 1973
- US Bank Building, Milwaukee, Wisconsin, 1973
- Primeira Wisconsin Plaza, Madison, Wisconsin, 1974
- Olympic Tower, Nova Iorque, Nova Iorque, 1976
- Enerplex, Edifício Norte, Princeton, Nova Jersey, 1982
- Hubert H. Humphrey Metrodome em Minneapolis, 1982
- Wachovia Financial Center, Miami, Flórida, 1984
- Ninoy Aquino International Airport Terminal 3,Manila,Filipinas,1997
- Jin Mao Tower, Xangai, 1998
- Embassy of the United States in Ottawa, Ottawa, Canadá, 1999
- 7 South Dearborn (não construído), Chicago, Illinois, 2000
- Aeroporto Internacional de San Francisco Terminal Internacional, São Francisco, Califórnia, 2001
- AOL Time Warner Center, Nova Iorque, Nova Iorque, 2003
- Aeroporto Internacional Ben Gurion Terminal 3, Tel Aviv, Israel; finalizado em 2004 (em parceria com a Moshe Safdie)
- Burj Khalifa, Dubai, 2010
- One World Trade Center, Nova Iorque
- World Trade Center 7, Nova Iorque
- Trump International Hotel and Tower, Chicago
- Digital Media City Landmark Building, Seoul